# Echinomorpha
Genre
Echinomorpha est un genre de coraux durs de la famille des Lobophylliidae ou de la famille des Pectiniidae.

## Liste d'espèces
Le genre Echinomorpha comprend les espèces suivantes :
| Selon World Register of Marine Species (6 juillet 2015) : - Echinomorpha nishihirai (Veron, 1990) | Selon Paleobiology Database (6 juillet 2015) : - Echinomorpha nishihirai |